# Roberto Merhi
Roberto Merhi (n. 22 martie 1991, Benicàssim⁠(d), Comunitatea Valenciană, Spania) este un fost pilot de Formula 1. De-a lungul carierei a luat startul în 13 curse, niciuna din pole-position. Nu a câștigat nicio cursă și nu a terminat niciodată pe podium, acumulând 0 puncte în întreaga activitate ca pilot de Formula 1.